# Собор Архистратига Михаїла (Генк)
50°59′53″ пн. ш. 5°29′52″ сх. д. / 50.998069° пн. ш. 5.4979° сх. д.
Церква Святого Архистратига Михаїла (Генк) — український храм у м. Генк (Бельгія). Належить до УАПЦ в Діаспорі. 
Православну громаду УАПЦ в місті Генк започатковано 1948 року.
Засновниками парафії були робітники з родинами, котрі в квітні 1947 року прибули залізничним транспортом у бельгійську провінцію Лімбурґ з табору м. Корнберґ на американській окупаційній зоні у повоєнній Німеччині. Вони поселилися у районі Звартберґ м. Ґенк і працювали у вугільних копальнях. Долаючи різні труднощі свідомі своєї прабатьківської віри українці організувалися і влаштували у приділеному бараці церкву, де впродовж тривалого часу і відправлялися Богослуження. Час минав і барак поволі підупадав, і взагалі громада стояла перед питанням дальшого її існування, тому що церкву мали зносити. Це питання громада вирішила.Так постав план побудови нового храму, ініціяторкою і рушійною силою якого була пані-матка Фріда Дерев'янка.
Після звільнення бараку громада відправляла свої богослужіння в орендованому приміщенні в Генку, до завершення будівництва церкви і прицерковних приміщень, освячення нової церкви відбулося 24 серпня 1986 року.
Ця церква стала головним центром святкування 1000-ліття Хрещення Русі у Західній Європі.
Будівля церкви розташована в районі Хульсхагенстрат в Генку, в районі Ховензавель, на захід від Уотерсхея. Храм збудований у візантійському стилі упродовж 1984—1986 років за проєктом архітектора-інженера Гвідо Валграве з Генка. Відкриття святині відбулося у 1986 році. Має своєрідний іконостас.
Служби правляться українською мовою.

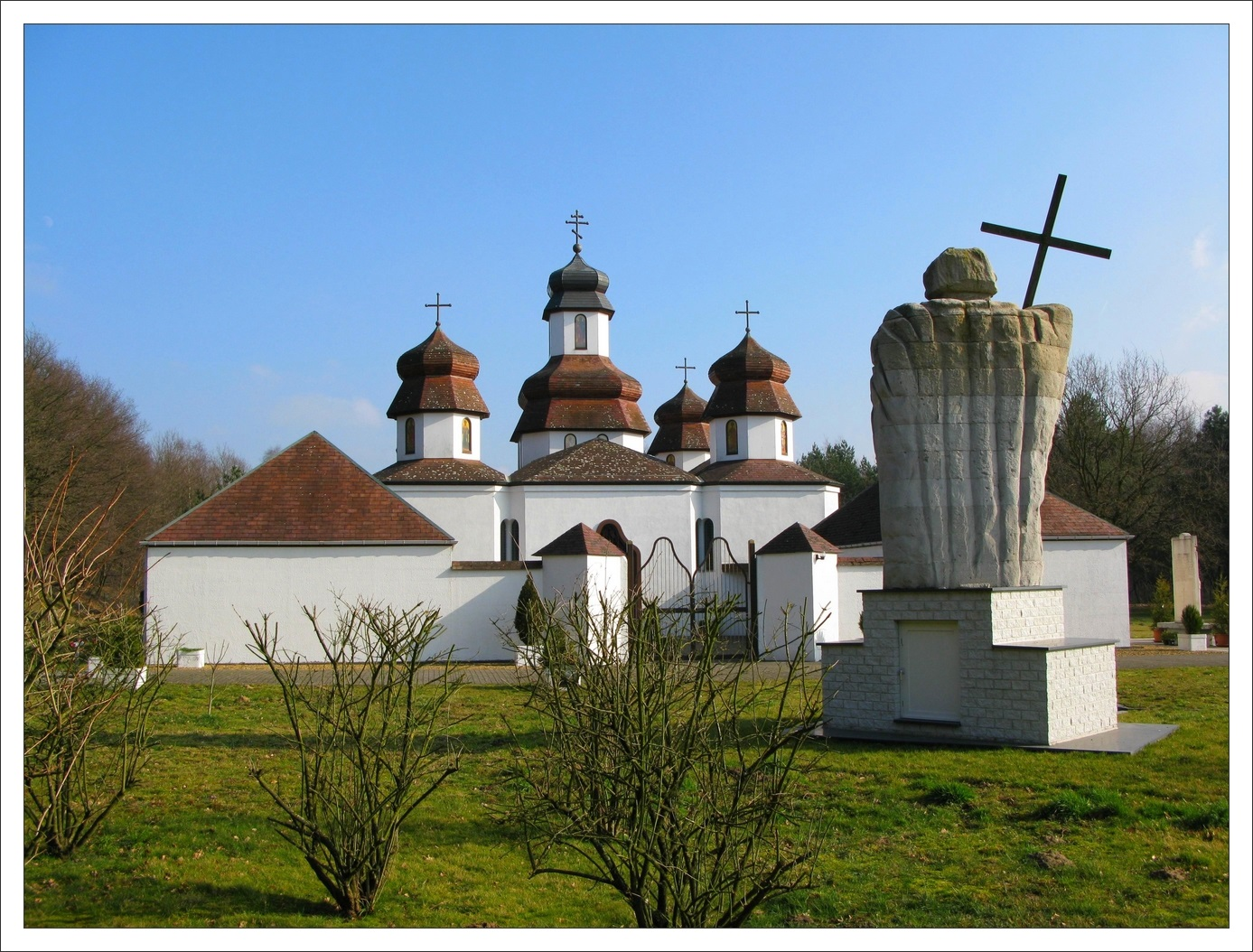
Ukrainian-Orthodox church of St Michael